# Diecezja Ruy Barbosa
Diecezja Ruy Barbosa (łac. Dioecesis Ruibarbosensis) – diecezja Kościoła rzymskokatolickiego w Brazylii. Należy do metropolii Feira de Santana, wchodzi w skład regionu kościelnego Nordeste III. Została erygowana przez papieża Jana XXIII bullą Mater Ecclesia w dniu 14 listopada 1959.